# 窄身半攀麗魚
窄身半攀麗魚（学名：Hemibates stenosoma）為輻鰭魚綱鱸形目隆頭魚亞目慈鯛科的其中一種，分布於非洲坦干伊喀湖流域，體長可達30公分，棲息在泥底質水域，成群活動，生活習性不明，可作為觀賞魚。
其种加词“stenosoma”意为“窄身的”。